# Сицкий, Семён Фёдорович
Князь Семён Фёдорович Сицкий (ум. после 1549) — безудельный князь Сицкий, воевода, постригся в монахи с именем Серапион.
Из княжеского рода Сицкие. Второй сын князя Фёдора Петровича Кривого Сицкого. Имел братьев князей: Александра, Андрея, Юрия Большого, Фёдора, Ивана и Юрия Меньшого Фёдоровичей.

## Биография
Упоминается в разрядах в 1510/1511 — 1530/1531 году. В 1511 году третий воевода в войсках. В 1512 году второй воевода войск левой руки в литовском походе. В 1515 году второй воевода на Вошане, а после первым воеводою войск левой руки в Туле. В 1515/1516 году воевода в полке левой руки, а затем сторожевого полка, когда войска стояли на реке Кокшага для обороны от казанцев. В 1516 году третий воевода Сторожевого полка на Вошане. В 1518 году упомянут воеводою в походе из Дорогобужа.
В 1519 году в походе из Стародуба на Литву, участвовал в Ливонском походе в качестве воеводы полка левой руки. В 1520-1521 годах третий воевода в Дорогобуже. В 1526 году второй воевода Передового полка судовой рати в Казанском походе. В 1527 году девятый воевода в Коломне, направлен четвёртым воеводою в Серпухов, откуда участвовал в походе на Лужу. Потом прибавочный воевода на берегу Оки против крымцев и четвёртый воевода в Калуге, откуда указано ему идти в Нижний Новгород, где в 1528 году сперва шестой, а потом четвёртый воевода, и оттуда послан на судах к Казани вторым воеводою Передового полка.
В июле 1529 года воевода передового полка во время похода на Казань вдоль Волги сухим путём, разбил татар и их союзников близ городского предместья, взяли крепость на реке Булак, обложили вокруг Казань принудили жителей покориться. В этом же году четвёртый воевода в Калуге, потом воевода конной рати войск левой руки в Казанском походе, а после шестой воевода в Нижнем Новгороде. В 1530 годах второй воевода Передового полка судовой рати в Казанском походе.  В 1535 году второй воевода в Стародубе.
29 августа 1535 года он вместе с отцом попал в плен к литовцам во время осады Стародуба. Год освобождения из плена и пострижения в монахи неизвестен.
После смерти старшего брата Александра Фёдоровича — Семён получил часть его вотчины по реке Сить.
Позже он постригся с именем Серапион в монахи Кирилло-Белозерского монастыря.
Детей он не оставил. 14 июля 1549 года он представил свою духовную, в которой были перечислены его владения: село Покровское на реке Сить (в межах с Иваном и Фёдором Андреевичами Прозоровскими) он завещал племяннику Василию Андреевичу, а село Юрьевское — племянникам Юрию и Василию Ивановичам Сицким. У себя он сохранял сельцо Селино и половину сельца Морозово с деревнями Вышгородского стана Дмитровского уезда.